# Erda (Wagner)
Erda je postava z operního cyklu Prsten Nibelungův od Richarda Wagnera. Je to bohyně moudrosti a země, „úložiště všeho vědění“. Objevuje se ve 4. scéně Zlata Rýna a v první scéně třetího dějství Siegfrieda.  Slovo „Erda“ je přímo odvozeno z německého „Erde“, země.

## Vznik
Fiktivní postava Erda je Wagnerovým tvůrčím počinem. Podařilo se mu vytvořit osobitou, jedinečnou postavu z několika různých zdrojů o které by se dalo předpokládat, že by se v severské mytologii našla jen tímto způsobem a žádným jiným.
V dopise z roku 1856  uvedl pro své dílo másledující zdroje:
- Severské legendy o bozích a hrdinech
- Jacob Grimm Deutsche Mythologie (1835)
- Sbírka severských písní Edda

Jméno Erda Wagner převzal z kapitoly Bohyně/Göttinnen v Grimmově Německé mytologii. Erda je starohornoněmecké slovo, které znamená „země“. V severské mytologii se však bohyně země nazývá Jörð.  Aby svou bohyni země Erdu v Prstenu blíže zhmotnil, vytvořil úzké spojení s nornami a valkýrami ze severských legend o bozích a hrdinech. Ze své Erdy udělal matku tří norn a valkýry Brynhildy. Otcem této valkýry je u Wagnera severský hlavní bůh Ódin („Wotan“). Důležité podrobnosti ke svému konceptu Erdy našel Wagner ve dvou písních z Eddy. (Baldrovy sny/Balders Träume a Vědmina píseň/Der Seherin Gesicht),
Wagner z básně Baldrovy sny převzal postavu a jméno věštkyně a foneticky změnil staroseverské slovo Völva na „Wala“, druhé jméno své bohyně země. Znamená to „vidoucí“, „vševědoucí“. Zároveň zde našel mimo jiné i motiv „probuzení“. V Eddě je to probuzení mrtvé věštkyně, v Prstenu je to probuzení bohyně země, která spí v zemských hlubinách,
Der Seherin Gesicht - pro Wagnera tato druhá báseň zvláště zdůrazňuje motiv „vševědoucnosti“ ve smyslu pokročilého poznání. To je dáno přijetím základních aspektů „soumrak bohů“, „konec světa“ a „naděje pro budoucnost“ do celkového pojetí tetralogie Prsten Nibelungův.

## Mytologie
Wagner postavil celou tetralogii Prsten Nibelungův na středověkých zdrojích Nibelungenlied, Volsungasaga,Thidrekssaga a dalších. Většina postav je z těchto mytologických textů známá, např. Wotan (Ódin), Donner (Thór), Loge (Loke). Erda je podobně stvořena z bohyně země Fjörgyn v severské mytologii. Fjorgyn nebo Fjørgyn je zmíněna jako jedna z Ódinových manželek a je matkou Thóra. V jiných zdrojích je Fjörgyn také zmíněna jako bohyně „Země“ nazývaná Jörð. Ve Wagnerově podání je Erda völvou, mytologickou věštkyní a matkou tří norn, které spřádají nit života, Urd, Verdandi a Skuld). Rovněž je matkou valkýry Brynhildy.
Erda debutuje ve Zlatu Rýna, což je první z oper cyklu Prsten Nibelungův. Ve čtvrtém aktu, scéně 6, vstává ze země a varuje Wotana a ostatní bohy, že jejich neuvážené činy je přivedou do jisté zkázy. Ve Zlatu Rýna také nechává Wagner Erdu říci: „Vím všechno, co bylo; vím všechno, co bude a co být musí.".
Erda se rovněž objevuje v první scéně třetího dějství Siegfrieda kde předpovídá Wotanovi rychlý konec jeho království.
Na Wagnerovo vytvoření Erdy ironicky reaguje Friedrich Nietzsche: Pozdě si prý ve skladbě Zlato Rýna všiml, že čtvrtá scéna  neobsahuje žádné ženské hlasy, což odporuje všem pravidlům: